# Gubernia

Podział administracyjny Imperium Rosyjskiego w 1708 r.

Podział administracyjny Imperium Rosyjskiego w 1914 r.

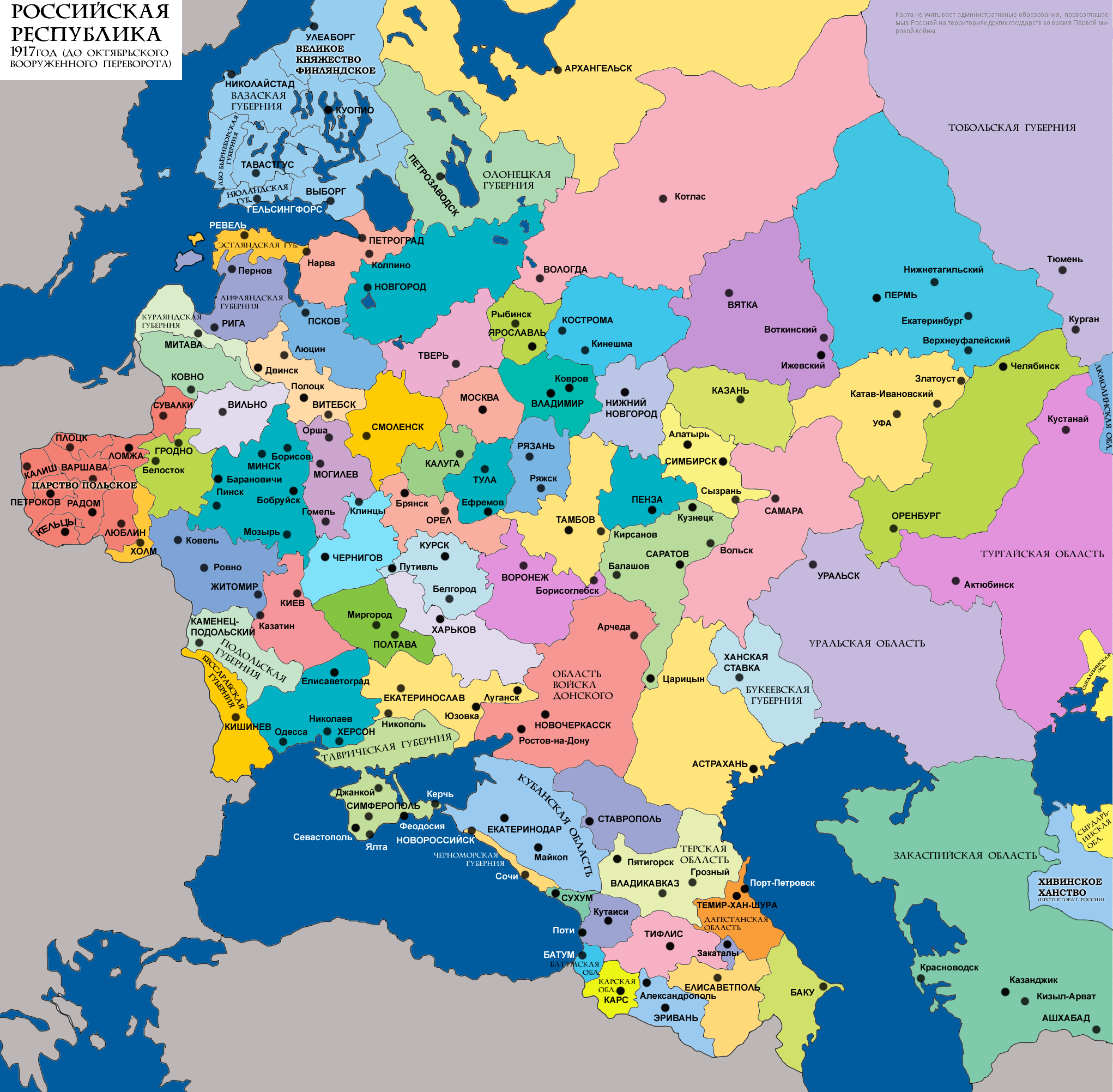
Zachodnie gubernie Rosji w 1917 r.

Gubernia (ros. губерния) – jednostka podziału administracyjnego wyższego szczebla w Imperium Rosyjskim, w tym i w krajach będących w jej składzie m.in.: w Wielkim Księstwie Finlandii i Królestwie Polskim.
Jednostka administracyjna została wprowadzona przez cara Piotra I. Na gubernie podzielone były również ziemie zabrane – terytoria Rzeczypospolitej wcielone do Imperium Rosyjskiego w wyniku rozbiorów Polski (1772–1795). Po klęsce powstania listopadowego w Królestwie Polskim w ramach rusyfikacji ustroju dotychczasowych osiem województw zostało w 1837 zastąpione przez gubernie. Gubernie zniesione zostały po odzyskaniu niepodległości przez Polskę w listopadzie 1918. Na terytorium RFSRR i ZSRR istniały do 1929, gdy zostały zastąpione przez obwody.

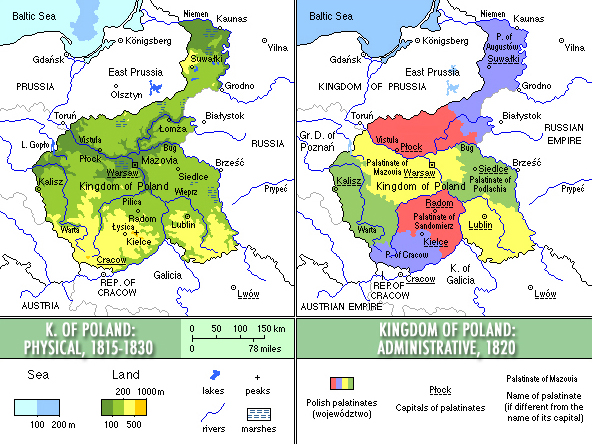
tzw. Królestwo Kongresowe 1815–1830

Gubernią zarządzał gubernator mianowany przez cara. Gubernie były niekiedy zgrupowane w generał-gubernatorstwa (Królestwo Polskie np. tworzyło jako całość generał-gubernatorstwo warszawskie złożone z 10 guberni). Na ziemiach zabranych funkcjonowały: generał-gubernatorstwo kijowskie i generał-gubernatorstwo litewskie. Niższymi jednostkami podziału administracyjnego były: gmina, powiat i obwód (zniesiony w wyniku kolejnych reform administracyjnych).
Podział Królestwa Polskiego (Kraju Nadwiślańskiego) na gubernie z 1914 roku:
1. warszawska
2. płocka
3. kielecka
4. radomska
5. piotrkowska
6. kaliska
7. suwalska
8. łomżyńska
9. lubelska

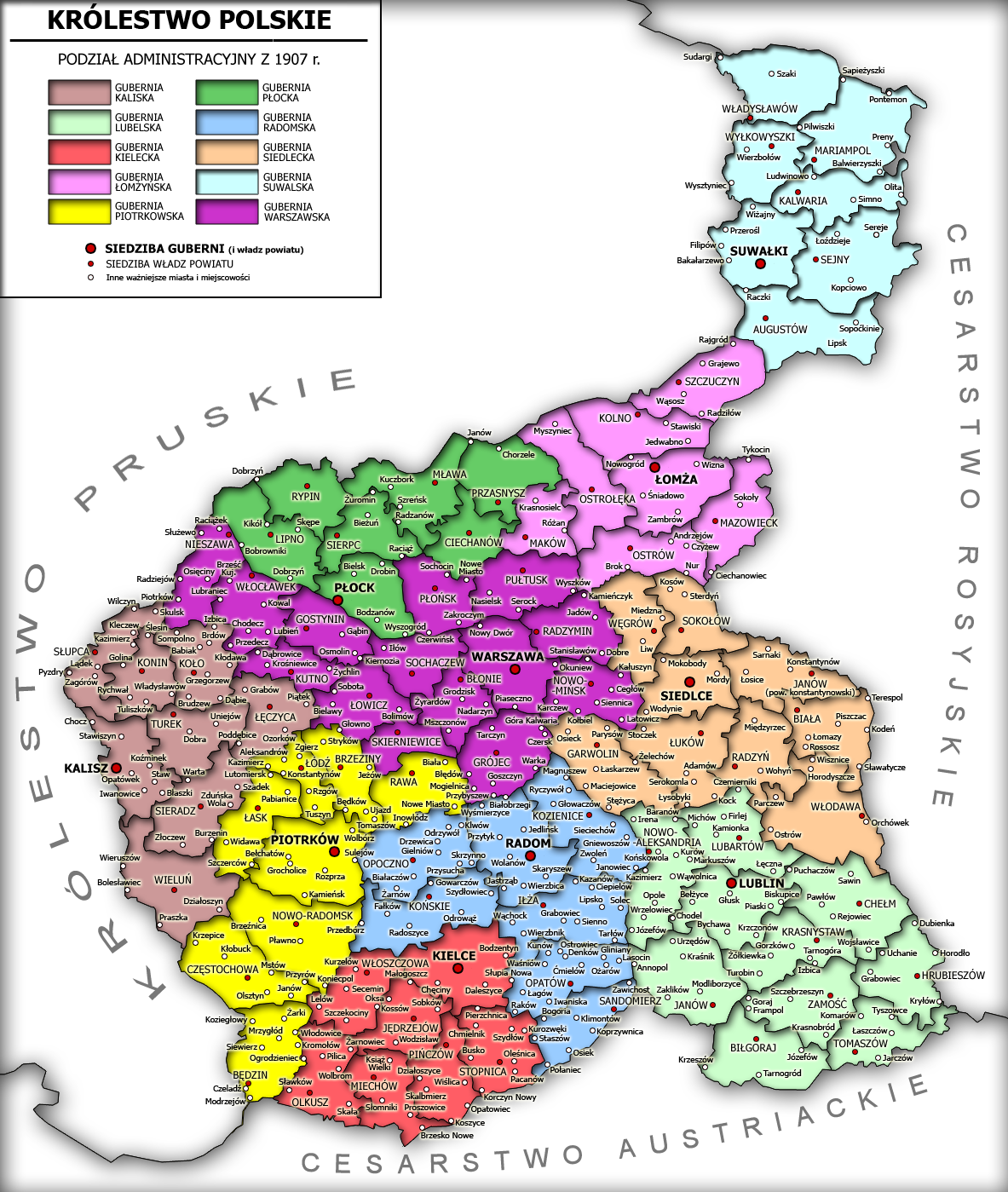
Podział Królestwa Polskiego na gubernie i powiaty (1907)

10. chełmska (utworzona w 1912 roku ze wschodniej części guberni siedleckiej i lubelskiej, następnie wcielona do generał-gubernatorstwa kijowskiego)

Gubernie na terenach Rzeczypospolitej wcielonych przez Imperium Rosyjskie w wyniku rozbiorów 1772–1795 (Ziemie zabrane) (stan na 1914):
Generał-gubernatorstwo wileńskie
- wileńska
- kowieńska
- grodzieńska (wraz z tzw. obwodem białostockim)
- kurlandzka
- mińska
- mohylewska
- witebska
- połocka

Generał-gubernatorstwo kijowskie
- kijowska
- wołyńska
- podolska

## Gubernie

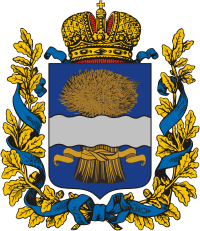
gubernia augustowska
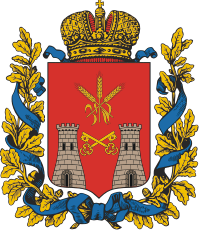
gubernia białoruska
gubernia chełmska
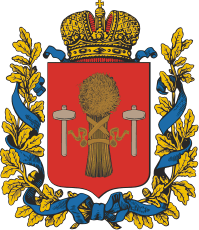
gubernia czernihowska
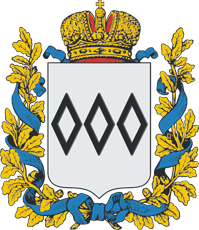
gubernia grodzieńska
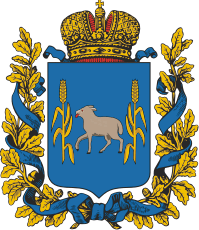
gubernia homelska
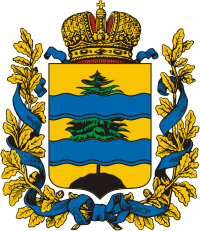
gubernia kaliska
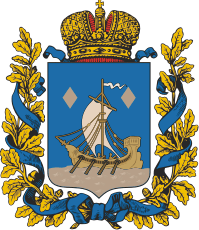
gubernia kielecka
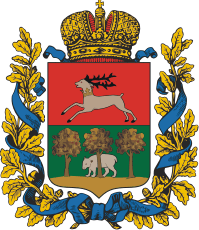
gubernia krakowska
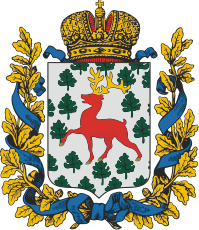
gubernia lubelska
- gubernia łomżyńska
- gubernia mazowiecka
- gubernia piotrkowska
- gubernia podlaska
- gubernia płocka
- gubernia radomska
- gubernia sandomierska
- gubernia siedlecka
- gubernia suwalska
- gubernia warszawska

- gubernia warszawska
- gubernia płocka
- gubernia kielecka
- gubernia radomska
- gubernia piotrkowska
- gubernia kaliska
- gubernia suwalska
- gubernia łomżyńska
- gubernia lubelska
- gubernia siedlecka